# Cyclosa jose
Cyclosa jose là một loài nhện trong họ Araneidae.
Loài này thuộc chi Cyclosa. Cyclosa jose được Herbert Walter Levi miêu tả năm 1999.